# جبير المليحان
جبير المليحان قاص وكاتب سعودي، ولد في مدينة حائل عام 1950م، ويعد من رواد كتابة القصة القصيرة في المملكة العربية السعودية. رأس نادي المنطقة الشرقية الأدبي، وأسس (شبكة القصة العربية) عام 2000م، وصدرت له العديد من المجموعات القصصية من بينها: (الوجه الذي من ماء)، ورواية (أبناء الأدهم). وهو حاصل على جائزة أبها في مجال القصة القصيرة عام 2011، وعلى جائزة وزارة الثقافة والإعلام للكتاب لعام 2017م في فرع الرواية.

## البدايات
- يذكر المليحان أن هناك ثلاثة أشخاص أثروا حياته هم والداه وخاله الذين كانوا يحكون له الحكايات مما جعلوه يعشق هذا النوع من الإبداع، فكانت أول قصة كتبها في الصف الثاني المتوسط، رغم أنه لم يكن يعرف اسم هذا الجنس الأدبي، إلا أن أحد أقربائه رآها وشجعه على الكتابة وعلى إرسالها إلى إذاعة الرياض لتتم قراءتها في البرنامج الثقافي، وقد شجعه بثها في الإذاعة على الاستمرار في الكتابة والنشر.[5]
- وقد بدأ جبير محاولات النشر منذ عام 1970م حين كان يرسل كتاباته القصصية المبكرة إلى مجلة اليمامة، ولكن الأستاذ علوي الصافي، كان يغفلها، وحين ضجّ من تواصل إرسالياتها إليه، كتب كلمة قصيرة في بريد القراء إلى جبير، أشار فيها إلى عدم صلاحية تلك القصص للنشر، رغم أن خط كتابتها جميل جداً!
- وبعد بداية الاهتمام بكتابة القصة القصيرة منذ أن كان طالباً في المرحلة المتوسطة نشر أولى قصصه التي تعود إلى تلك المرحلة في الصفحة الأدبية التي كان يشرف عليها الشاعر محمد العلي في جريدة اليوم في عام 1970م، واستمر منذ ذلك الزمن في كتابة القصة، والاحتفاظ بها أو نشرها في الصحف والمجلات. وقد تأثر في مرحلة البدايات من تجربة حداثة القصة التي أنتجها قصاصون عرب متأثرين بمدارس أدبية جديدة في العالم. وبالرغم من طغيان الشعور القومي والعروبي في تلك المرحلة على رؤية المبدعين في الشعر والقصة، إلا أن جبير احتفظ باشتعالاتها وقسوتها في وجدانه الثقافي، فيما نأى بمسيرته الإبداعية عن الانفعال المباشر بها أو استحضارها في نصه.[6]
- وقد كتب المليحان القادم من قرية قصر العشروات في مدينة حائل إلى مدينة الدمام مروراً بالمنامة «القصة الصغيرة» كما يسميها، منذ وقت مبكر، ونشر في ملحق المربد الأدبي الصادر عن جريدة اليوم بالدمام، عام 1973م إحدى عشرة قصة صغيرة تحت عنوان: «الطفل يريده: اللون الأبيض».[7]

## العمل
- عمل رئيسا لمجلس إدارة نادي المنطقة الشرقية الأدبي لمدة خمس سنوات.
- عمل في مجال التربية والتعليم: معلماً ثم مدير مدرسة، ثم مشرفاً تربوياً، ثم مدير مركز إشراف تربوي، ثم رئيساً لقسم الدراسات والتجارب التربوية.
- عمل رئيساً لتحرير جريدة اليوم بالنيابة.
- عمل مديراً لتحرير جريدة المدينة في المنطقة الشرقية والخليج.
- عمل محرراً لصفحة الطفل في جريدة القافلة الأسبوعية.[8]
- أسس عام 2000 (موقع القصة العربية) الذي انطلق من رؤية تعتمد على التعريف بكتاب القصة العرب وإنجازاتهم على المستويات العربية والعالمية. وكذلك تأصيل حرية الحوار، وتعدديته، والرقي بلغتها.[9] وقد تحول اسمه عام 2004م إلى (شبكة القصة العربية)، وقد طبع ونشر خمسة كتب ورقية من قصص الشبكة خلال الأعوام الماضية.[10]

## الإصدارات
- (الهدية) مجموعة قصصية للأطفال. صدرت عن شركة أرامكو السعودية عام 2004م. الطبعة الأولى 150 ألف نسخة توزع مجانا من قبل الشركة.
- (الوجه الذي من ماء) مجموعة قصصية. صدر عن دار الانتشار العربي في بيروت والنادي الأدبي بحائل عام 2008م.[11][12]
- (قصص صغيرة) مجموعة قصصية. صدر عن نادي الجوف الأدبي عام 2009م. وحصل بهذه المجموعة على جائزة أبها عام 2011م.[13]
- (قصص من السعودية) صدر عن وزارة الثقافة والسياحة اليمنية بالتعاون مع موقع شبكة القصة العربية.[14][15]
- (قصص عربية) [إعداد]. صدر عن دار سندباد للنشر عام 2011.[16][17]
- (ج ي م) قصص.[18] صدرت عن دار أثر عام 2011م.[19]
- (أبناء الأدهم) رواية. صدرت عن دار جداول عام 2016.[20] وحصل بهذه الرواية على جائزة وزارة الثقافة والإعلام للكتاب فرع الرواية عام 2017م.[21]
- سيرة الصبي (مجموعة قصصية) دار سطور عربية بجدة 2022.
- مراجيح بشرية (مجموعة قصصية) دار المفردات بالرياض، مطبوعات نادي حائل الأدبي 2022.
- رواية (أول القرى) مركز الأدب العربي للنشر والتوزيع 2023.

## مشاركات
- ندوة «القصة القصيرة وتحديات النشر» التي نظمها نادي المنطقة الشرقية الأدبي عام 2015م.[22]
- شارك في تحيكم مسابقة سوق عكاظ الخاصة بالقصة القصيرة عام 2017.[23]
- شارك في مهرجان بيت السرد للقصة القصيرة الأول الذي نظمته جمعية الثقافة والفنون في الدمام عام 2018م.[24]

## تكريم وجوائز
- حاصل على جائزة أبها لعام 1431- 1432هـ (2011م) في مجال القصة القصيرة عن مجموعته القصصية (قصص صغيرة).[25]
- كرمه نادي الأحساء الأدبي تزامناً مع الاحتفاء باليوم العالمي للقصة عام 2015م، وأقيمت أمسية حول تجربته الإبداعية بعنوان «القصة في المملكة ريادة وإبداع».[5]
- كرمه نادي الرياض الأدبي في الدورة السادسة لملتقى النقد الأدبي عام 2016م.[26]
- حاصل على جائزة وزارة الثقافة والإعلام للكتاب فرع الرواية عن روايته (أبناء الأدهم) عام 2017م.[27]